# Levantamento de peso nos Jogos Pan-Americanos de 2023 - Até 81 kg feminino
A categoria até 81 kg feminino do levantamento de peso nos Jogos Pan-Americanos de 2023 foi disputada em 23 de outubro de 2023 no Ginásio Chimkowe, em Peñalolén. Um total de 13 halterofilistas de 12 Comitês Olímpicos Nacionais (CON) participaram do evento.

## Calendário
Horário local (UTC−3).
| Data          | Hora  | Fase      |
| ------------- | ----- | --------- |
| 23 de outubro | 19:30 | Arranco   |
| 23 de outubro | 20:40 | Arremesso |

## Medalhistas
| Ouro   | USA Olivia Reeves  |
| Prata  | DOM Yudelina Mejía |
| Bronze | BRA Laura Amaro    |

## Resultados
A competição foi realizada em um único dia até a definição dos medalhistas:
| Pos.              | Halterofilista        | CON                                 | Grupo | Arranque (kg) | Arranque (kg) | Arranque (kg) | Arranque (kg) | Arremesso (kg) | Arremesso (kg) | Arremesso (kg) | Arremesso (kg) | Total |
| Pos.              | Halterofilista        | CON                                 | Grupo | 1             | 2             | 3             | Result.       | 1              | 2              | 3              | Result.        | Total |
| ----------------- | --------------------- | ----------------------------------- | ----- | ------------- | ------------- | ------------- | ------------- | -------------- | -------------- | -------------- | -------------- | ----- |
| Medalha de ouro   | Olivia Reeves         | USA Estados Unidos                  | A     | 106           | 111           | 114           | 114           | 136            | 140            | 144            | 144            | 258   |
| Medalha de prata  | Yudelina Mejía        | DOM República Dominicana            | A     | 107           | 111           | 114           | 111           | 130            | 133            | 144            | 133            | 244   |
| Medalha de bronze | Laura Amaro           | BRA Brasil                          | A     | 105           | 110           | 112           | 110           | 131            | 132            | 135            | 132            | 242   |
| 4                 | Maya Laylor           | CAN Canadá                          | A     | 102           | 102           | 102           | 102           | 132            | 135            | 141            | 135            | 237   |
| 5                 | Shacasia Johnson      | USA Estados Unidos                  | A     | 100           | 100           | 104           | 104           | 120            | 125            | 130            | 130            | 234   |
| 6                 | Lizbeth Nolasco       | MEX México                          | A     | 100           | 105           | 105           | 105           | 120            | 125            | 127            | 127            | 232   |
| 7                 | Dayana Chirinos       | VEN Venezuela                       | A     | 96            | 99            | 101           | 99            | 127            | 132            | 136            | 132            | 231   |
| 8                 | Hellen Escobar        | COL Colômbia                        | A     | 97            | 101           | 101           | 101           | 123            | 127            | 131            | 127            | 228   |
| 9                 | María Fernanda Valdés | CHI Chile                           | A     | 100           | 103           | 103           | 100           | 125            | 130            | 130            | 125            | 225   |
| 10                | Ayamey Medina         | CUB Cuba                            | A     | 75            | 80            | 85            | 85            | 100            | 108            | 112            | 112            | 197   |
| 11                | Eugenia Berger        | URU Uruguai                         | A     | 76            | 79            | 81            | 79            | 102            | 106            | 106            | 102            | 181   |
| 12                | Beverly de León       | EAI Equipe de Atletas Independentes | A     | 70            | 74            | 76            | 76            | 92             | 98             | 101            | 98             | 174   |
|                   | Tamara Salazar        | ECU Equador                         | A     | –             | –             | –             | –             |                |                |                | –              | DNS   |